# Efekan Can
Efekan Can (* 3. Februar 1994 in Bilecik) ist ein türkischer Schauspieler.

## Leben und Karriere
Can wurde am 3. Februar 1994 in Bilecik geboren. Er studierte an der Bilecik Üniversitesi. Danach setzte er sein Studium an der Universität Istanbul fort. Sein Debüt gab er 2017 in der Fernsehserie Ufak Tefek Cinayetler.
Anschließend spielte er 2018 in Tam Kafadan mit. 2019 wurde Can für die Serie Azize gecastet. Außerdem trat er 2018 in dem Film Tam Kafadan Karavana auf. 2023 bekam er in Yaz Şarkısı eine Hauptrolle.
Neben Türkisch spricht Can auch Englisch.

## Filmografie (Auswahl)
Filme
- 2020: Tam Kafadan Karavana

Serien
- 2017–2018: Ufak Tefek Cinayetler
- 2018: Tam Kafadan
- 2019: Azize
- 2020: Öğretmen
- 2021: Kahraman Babam
- 2022: Hakim
- 2023: Yaz Şarkışı